# Marika Kotopouli
Marika Kotopouli (en griego: Μαρίκα Κοτοπούλη, 3 de mayo de 1887, Atenas-3 de septiembre de 1954) fue una célebre actriz de teatro griego de la primera mitad del siglo XX.

## Biografía
Hija de los actores Dimítris Kotopoúlis y Eléni Kotopoúli debutó en una gira con ellos como Puck de Sueño de una noche de verano. Su debut oficial fue en el Teatro Nacional de Grecia en 1903, yendo a París a perfeccionarse. 
Desde el 1908 tuvo su propia compañía, el Teatro Kotopouli. Tuvo gran rivalidad con la actriz Kyveli (Cybele Adrianou (1887-1978, Κυβέλη) con quien trabajó durante las temporadas 1932–1934 y 1950-1952.
Se casó en 1923 con Georgios Helmi y en 1929 fundó junto a Spyros Melas y Dimitris Myrat, La Escena Libre (Ελεύθερη Σκηνή), hizo giras por Estados Unidos y en 1933 participó en su única película, Mal camino, coproducción turco-griega.
Desde 1936 su teatro, el Rex Kotopouli, funcionó como anexo del Teatro Nacional con un repertorio que incluyó las tragedias griegas, Goethe y Henrik Ibsen. 
En 1939 fue Electra de Sofocles en el anfiteatro de Epidauro dirigida por Carolos Caun, un año después de que la otra gran tragedienne griega Katina Paxinou lo interpretara dirigida por Dimitris Rondiris
Se ha instituido un premio en su nombre y su casa de verano en Zografou transformada en el museo homónimo.
En 1987 el gobierno griego emitió un sello postal en su honor.
Su hermana fue la actriz Hrysoula Myrat (1886–1976), madre del actor Dimitris Myrat (1908–1991).

## Publicaciones
- Iliádis, Fríxos. Marika Kotopouli : Biographical Corpus / F. Iliadis ¹. - Athens : Dorikos, 1996. - 358p.[11]
- Antonis Glytzouris, Marika Kotopouli and the company of "Free Stage"» Symposium Marika Kotopouli and the Theatre of Syros, 1994, National Research Institute, 1996, p. 89-124.[12]
- Dr Ioulia Pipinia,“Marika Kotopouli: moments of her life”, Marika Kotopouli and the theatre at Ermoupoli, Syros, Athens: Κ.Ν.Ε/Ε.Ι.Ε, 1996, pp. 125-140. 1969.